# Douglas A-4 Skyhawk
El Douglas A-4 Skyhawk (en inglés: Halcón del Cielo) es un avión de ataque a tierra ligero subsónico, de un solo asiento y con capacidad para operar desde portaaviones, desarrollado para la Armada y el Cuerpo de Marines de los Estados Unidos, a principios de la década de 1950. Es un avión con ala en delta y propulsado por un único turborreactor, que fue producido originalmente por la compañía Douglas Aircraft Company y luego por McDonnell Douglas.
El Skyhawk es un avión relativamente ligero, con un peso máximo de despegue de 11 100 kg y una velocidad máxima de 1080 km/h (670 millas por hora). Mediante sus cinco puntos de anclaje, la aeronave puede ser armada con una gran variedad de misiles, bombas y otras municiones. Es capaz de transportar una carga de bombas equivalente a la de un bombardero Boeing B-17 de la era de la Segunda Guerra Mundial. También es capaz de lanzar armas nucleares, utilizando un sistema de bombardeo a baja altitud y la técnica de lanzamiento "loft" . El A-4 originalmente se encontraba propulsado por un motor turborreactor Wright J65, pero a partir del A-4E se utilizó el motor Pratt & Whitney J52.
El Skyhawk jugó un papel clave en la Guerra de Vietnam, siendo el avión que desempeñó la mayor cantidad de misiones en el conflicto. También participó en la guerra de Yom Kipur y en la guerra de las Malvinas. Además, entre 1974 y 1986, el escuadrón de demostración de vuelo de la Armada de los Estados Unidos, Blue Angels, utilizó al A-4 como su aeronave de demostración.
En 2023, casi siete décadas después del primer vuelo de la aeronave en 1954, algunas de las 2960 aeronaves producidas hasta febrero de 1979 permanecen en servicio con la Fuerza Aérea Argentina y la Aviación Naval de Brasil.

## Desarrollo
El desarrollo del A-4 se realizó en un tiempo récord, lo que permitió su uso en la guerra de Vietnam y cumplir una destacada función en apoyo a las unidades terrestres y de superficie, con capacidad de poder despegar desde portaviones.

### Fase de diseño
El Skyhawk fue diseñado por el ingeniero aeronáutica estadounidense Ed Heinemann, de la Douglas Aircraft Company, en respuesta a una convocatoria de la Armada de los Estados Unidos de un avión de reacción de ataque para reemplazar a los antiguos Douglas A-1 Skyraider. Heinemann optó por un diseño en el que se redujera al mínimo su tamaño, peso y complejidad. El resultado fue una aeronave que pesaba solo la mitad de la especificación de peso que había dado la Armada. Tenía un ala tan compacta que no necesita ser plegada para su transporte en portaaviones. El diminuto Skyhawk pronto recibió los apodos «Scooter», «Kiddiecar», «Bantam Bomber», «Tinker Toy Bomber», y por su ágil desempeño «Heinemann's Hot-Rod».

### Prototipo

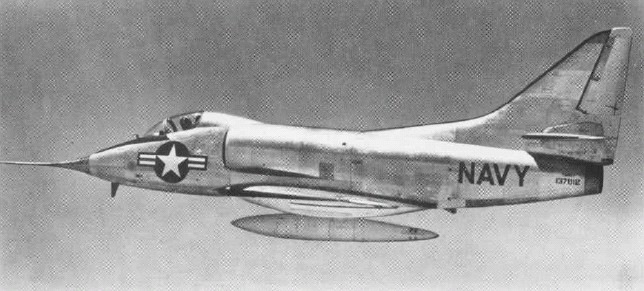
El prototipo XA4D-1 en 1954.

El prototipo XA4D-1 apareció en 1954. El avión estableció el diseño estándar de los aviones de después de la Segunda Guerra Mundial con una ala en delta baja, tren de aterrizaje triciclo, y un solo turborreactor en la parte trasera del fuselaje, con dos tomas de aire en los lados del fuselaje. La cola es de diseño cruciforme, con un estabilizador horizontal montado sobre el fuselaje, en la base del timón vertical.
El armamento se componía de dos cañones Colt Mk 12 de 20 mm, uno en cada raíz alar, con doscientos cartuchos por arma, además de una gran variedad de bombas, cohetes y misiles transportados en un punto de anclaje reforzado bajo el fuselaje central y dos debajo de cada ala (originalmente uno por ala, dos en versiones posteriores).

### Producción

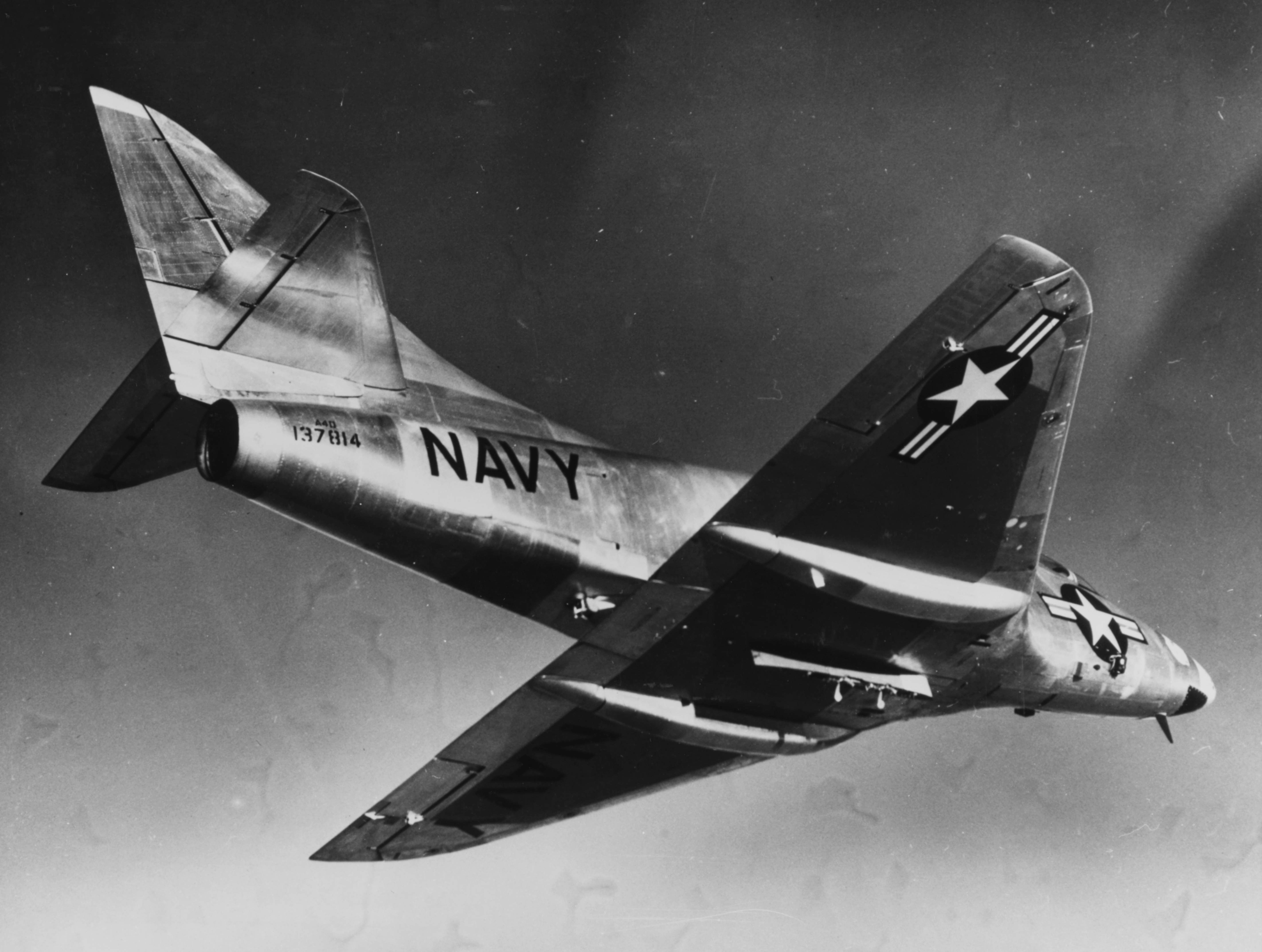
El segundo A4D-1 producido.

El producto de la segunda fase fue el A4D-1. El diseño del A-4 es un buen ejemplo de la sencillez como virtud. La elección de un ala en delta, por ejemplo, combina la velocidad y maniobrabilidad con una gran capacidad de transporte de combustible interno, de pequeño tamaño y, por tanto, no requiere alas plegables, aunque a expensas de la eficiencia de la velocidad de crucero.
La Armada de los Estados Unidos emitió un contrato para el tipo el 12 de junio de 1952, y el primer prototipo voló en la Base de la Fuerza Aérea Edwards, California el 22 de junio de 1954. Las entregas a la Armada y Cuerpo de Marines de los Estados Unidos (escuadrones VA-72 y VMA-224 respectivamente) se iniciaron a finales de 1956.
El Skyhawk se mantuvo en producción hasta 1979, con un total de 2960 aviones construidos, incluyendo 555 aeronaves de dos plazas para instrucción. El último A-4 de producción, un A-4M destinado a un escuadrón de los Marines, tenía las banderas de todos los países donde operaba, pintadas en la protuberancia trasera de la aviónica que forma una joroba detrás de la cabina de mando.

## Diseño

### Avión cisterna

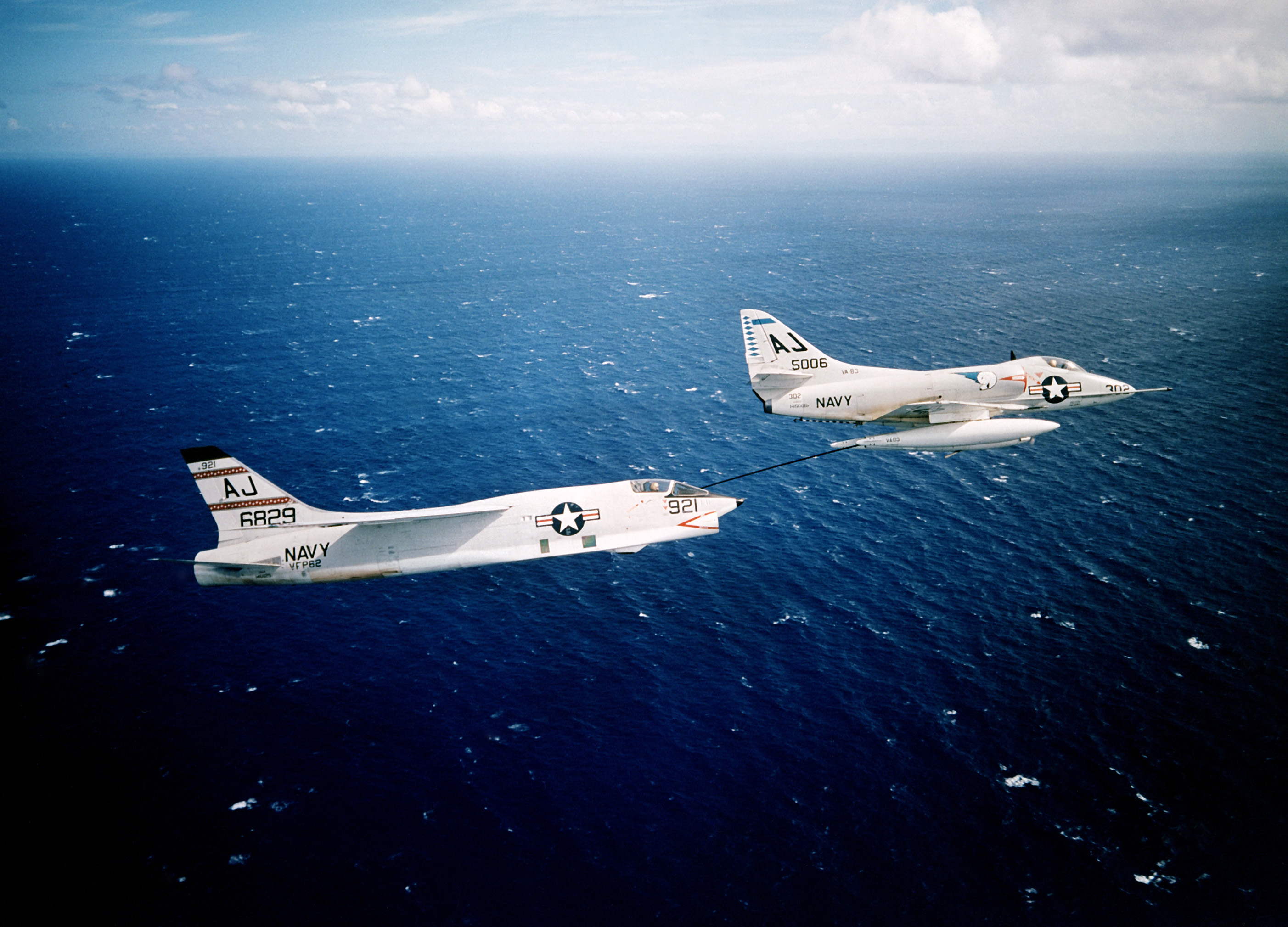
Un A4D-2 re-abasteciendo un F8U-1P Crusader.

El A-4 fue pionero en el concepto de avión cisterna. Esto permite el suministro de combustible a aviones del mismo tipo y a otros, eliminando la necesidad de aviones cisterna especiales, lo que da una ventaja particular cuando se opera desde portaaviones pequeños en flotas pequeñas o se opera en lugares remotos. Esto genera una gran flexibilidad táctica y asegura las fuerzas en caso de perder los cisternas. Un A-4 configurado como cisterna llevaba en el centro de su fuselaje un gran tanque externo de combustible con una manguera en una bobina y una sección de popa extensible con una sección que ancla el depósito de reabastecimiento del otro avión. Este avión se configura sin armamento y es lanzado primero, antes que los aviones de ataque que transportan pesadas armas. Los aviones de ataque pueden ser armados al máximo, con el combustible necesario para despegar cargados de tal manera, con los tanques de combustible casi a la mitad, debido a que las armas aumentan su peso y limitan la carga de combustible. Una vez en el aire, proceden a llenar sus depósitos de combustible internos desde los A-4 cisterna de combustible. Así pueden salir a enfrentar la batalla con armamento completo y combustible completo en sus depósitos internos.
Raramente usado en el servicio estadounidense, desde que el KA-3B Skywarrior estuvo disponible, el moderno F/A-18E/F Super Hornet también incluye esta capacidad de operar como un avión cisterna, junto al Lockheed S-3 Viking y el Grumman A-6 Intruder, que pueden transportar depósitos de combustible externo con una manguera flexible y mayor capacidad de carga de combustible en depósitos internos y externos de mayor tamaño.

### Otras características

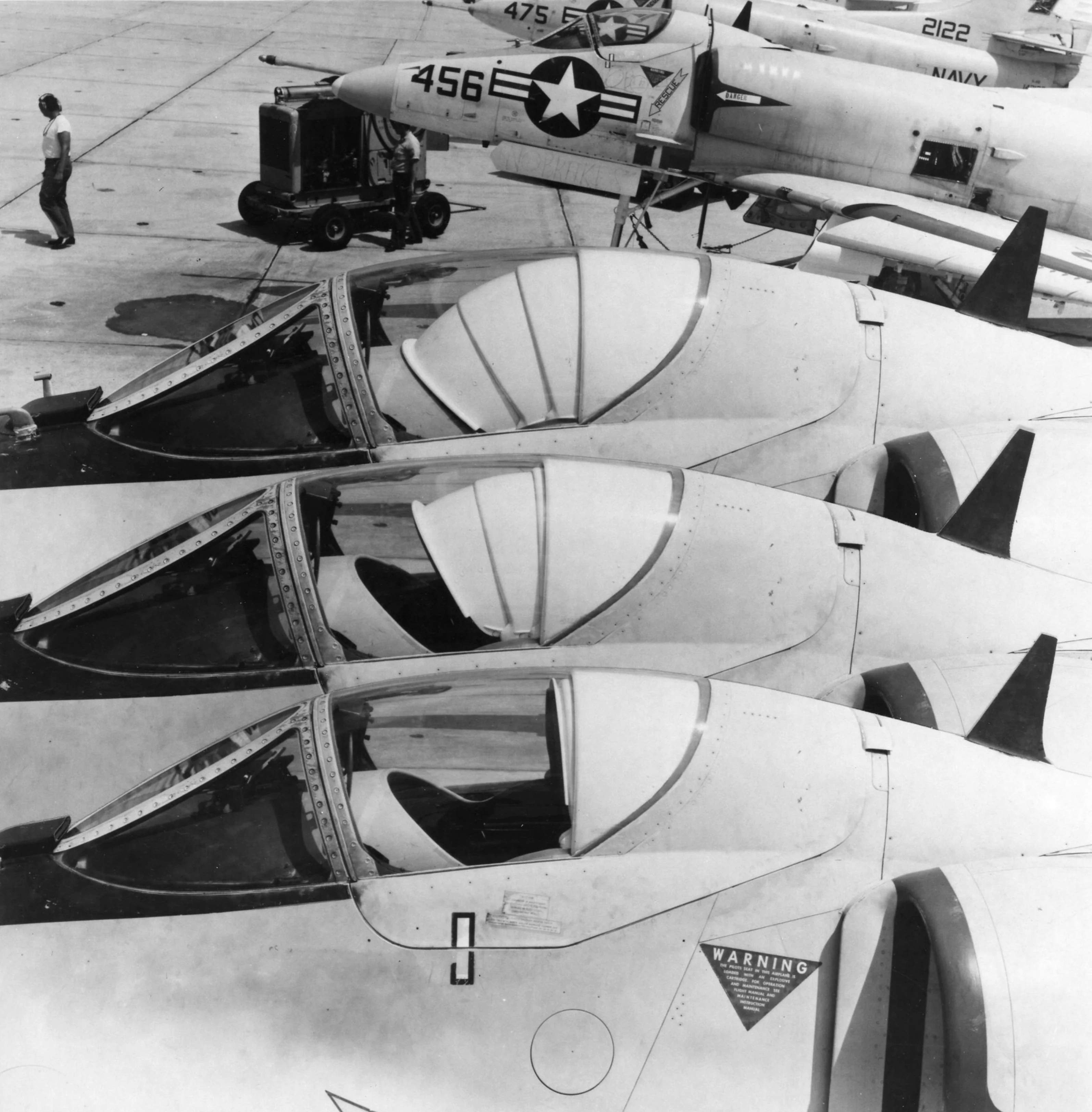
Escudo termal de la cabina para lanzamiento de bombas nucleares.

Los slats de las alas están diseñados para soltarse automáticamente a la velocidad adecuada (miden la gravedad y la presión del aire), a mayor velocidad se retraen con la presión del aire, a menor velocidad se adelantan para poder aterrizar, eso conlleva el ahorro de peso y el espacio del ala, debido a la omisión de la actuación de motores e interruptores. Del mismo modo, como el tren de aterrizaje principal no penetra en el cuerpo principal del ala, fue diseñado para que solo se retraiga cuanto la misma rueda estuviera dentro del ala y la estructura del tren de aterrizaje se alojara en la parte inferior del ala. La estructura del ala en sí podría ser más leve con la misma fuerza global y la ausencia de un mecanismo de plegado completo del ala con un peso más reducido.
Esto es lo contrario de lo que puede suceder a menudo en el diseño de las aeronaves, donde un pequeño aumento de peso en un área conduce a un aumento de los compuestos de peso en otras áreas para compensar, lo que lleva a la necesidad de una aeronave más potente, motores más pesados y generando un círculo vicioso.
El A-4 también fue diseñado para ser capaz de hacer un aterrizaje de emergencia, en caso de fallo hidráulico en el tren de aterrizaje, sobre sus dos depósitos de combustible externos, casi siempre transportados por estos aviones. Estos aterrizajes producían sólo daños menores en la proa de la aeronave que pueden ser reparados en menos de una hora y desechar los depósitos de combustible deformados por el aterrizaje.
Ed Heinemann tenía un gran cartel en su oficina recordando el Principio KISS que es un acrónimo que corresponde a la frase en inglés «Keep It Simple, Stupid» («mantenlo simple, estúpido»). Este principio fue aplicado al diseño de A-4.

## Historia operacional

### Estados Unidos

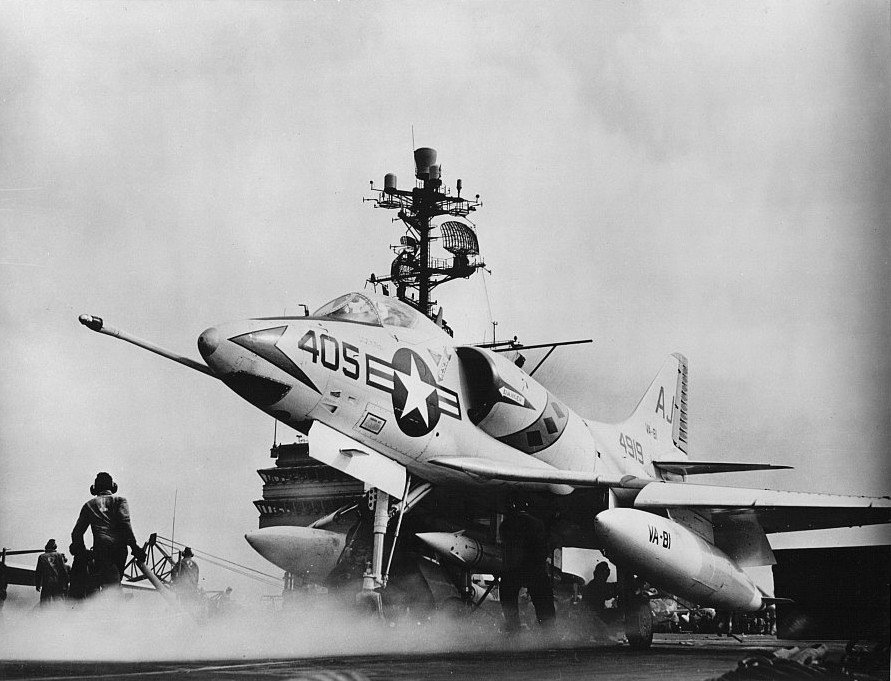
Un A-4B del Escuadrón de Ataque 81 a punto de ser lanzado por el USS Forrestal en 1962. El Skyhawk carga un misil AGM-12 Bullpup en su punto de anclaje central.

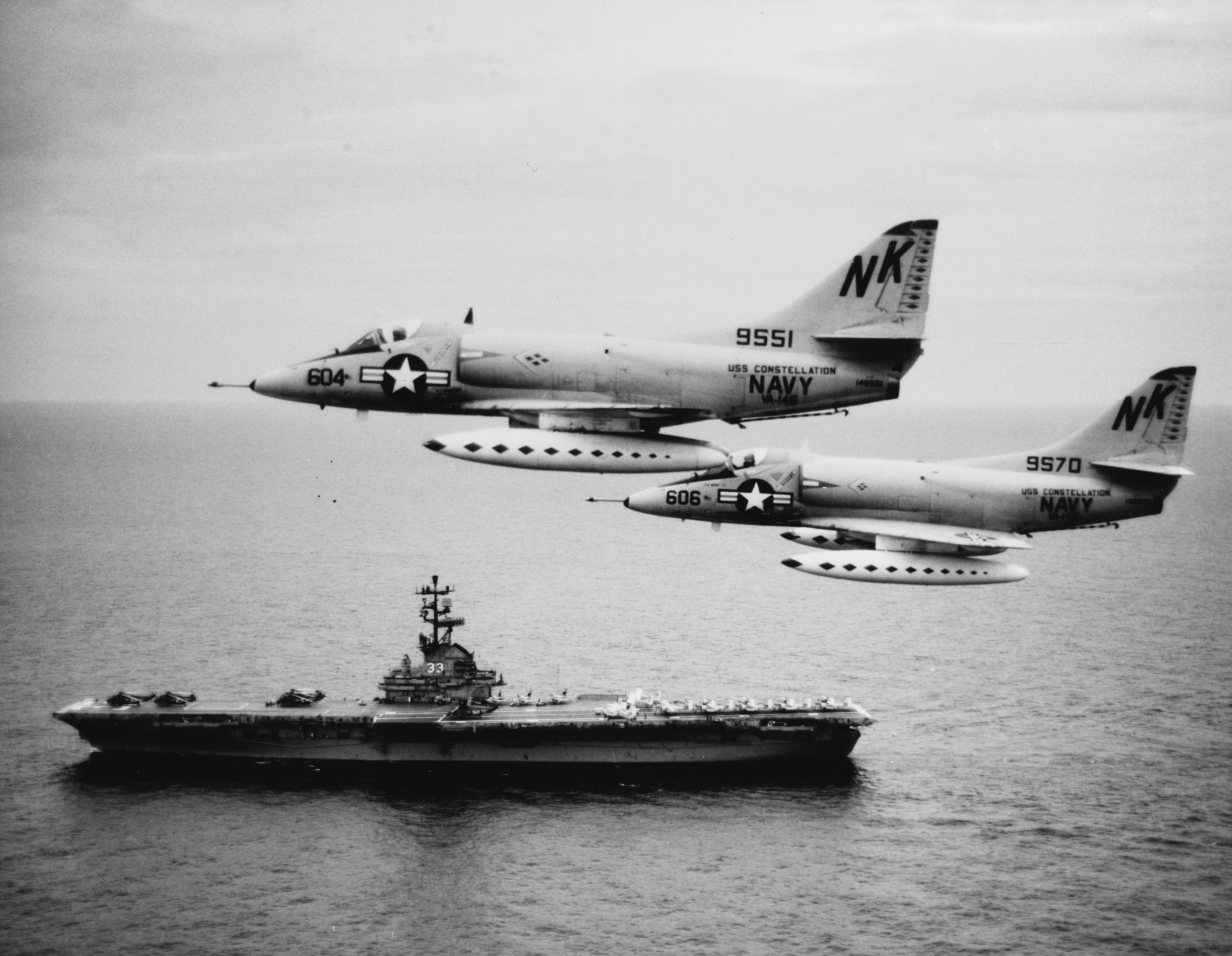
Un par de A-4C del Escuadrón de Ataque 164 en vuelo sobre el USS Kearsarge en el mar de la China Meridional el 12 de agosto de 1964.

El A-4 Skyhawk entró en servicio en la Armada de los Estados Unidos en el año 1956. Dos años más tarde obtuvieron la oportunidad de entrar en combate en la Operación Blue Bat. En esta ocasión portaviones de la Sexta Flota se desplegaron con aviones A4D-1 y A4D-2 en misiones de reconocimiento armado y como disuasión nuclear.
Los A-4 de la Armada y del Cuerpo de Marines de los Estados Unidos regresaron al campo de batalla en 1964. Desempeñaron misiones de ataque a objetivos terrestres, apoyo táctico, interdicción, supresión de defensas aéreas y combate aire-aire en la guerra de Vietnam. Tales misiones se desarrollaron desde portaviones en el mar de la China Meridional o desde bases aéreas en Vietnam del Sur.
El 29 de julio de 1967, el portaviones USS Forrestal estaba efectuando operaciones en el golfo de Tonkín, cuando un cohete Zuni se disparó accidentalmente, impactando contra un depósito de combustible de un A-4, incendiándolo. El combustible inflamado provocó un incendio que duró horas, matando a 134 marineros, e hiriendo a 161.

#### Armado con misiles
A partir del año 1956 los A-4 de la Armada de los Estados Unidos se convirtieron en los primeros aviones en utilizar el misil AIM-9 Sidewinder fuera de los Estados Unidos. En las misiones de ataque llevaban misiles para defensa.
Los escuadrones estándar dotados de A-4B proporcionaron protección aérea diurna a los aviones de guerra antisubmarina desde los portaviones clase Essex. Estos aviones mantuvieron su capacidad de ataque antisuperficie. La variante A-4B carecía de radar aire-aire y requería de identificación visual de los blancos y guía desde barcos o aviones E-1 Tracer.
El armamento consistía en dos cañones Colt Mk 12 de calibre 20 mm y misiles AIM-9 Sidewinder. Al principio cargaban dos misiles y después cuatro. Se atribuyen solo dos derribos a los A-4, ambos con cohetes aire-superficie no guiados Zuni.
El 1 de mayo de 1967, un A-4C pilotado por el Teniente Comandante Theodore R. Swartz del Escuadrón de Ataque 77, derribó un caza norvietnamita MiG-17 con un cohete no guiado Zuni, siendo la única victoria aire-aire del Skyhawk sobre Vietnam.

#### Pérdidas en combate
Durante la guerra, 362 A-4/TA-4F se perdieron por diferentes causas. La USN perdió 271, los Marines 81 A-4 y 10 TA-4F. 32 se perdieron por misiles antiaéreos, y uno se perdió en un combate aire-aire con un MiG-17 el 25 de abril de 1967.
La primera pérdida de un A-4 en combate ocurrió el 5 de agosto de 1964, cuando el Teniente Everett Álvarez, del Escuadrón de Ataque 144, fue derribado cuando atacaba lanchas torpederas de Vietnam del Norte. Álvarez se eyectó sin novedad tras ser alcanzado por artillería antiaérea, siendo el primer prisionero de guerra naval en Vietnam; siendo liberado el 12 de febrero de 1973.
El último A-4 perdido en combate fue en 2003, durante la guerra del Golfo.

#### Rol de entrenamiento y adversario

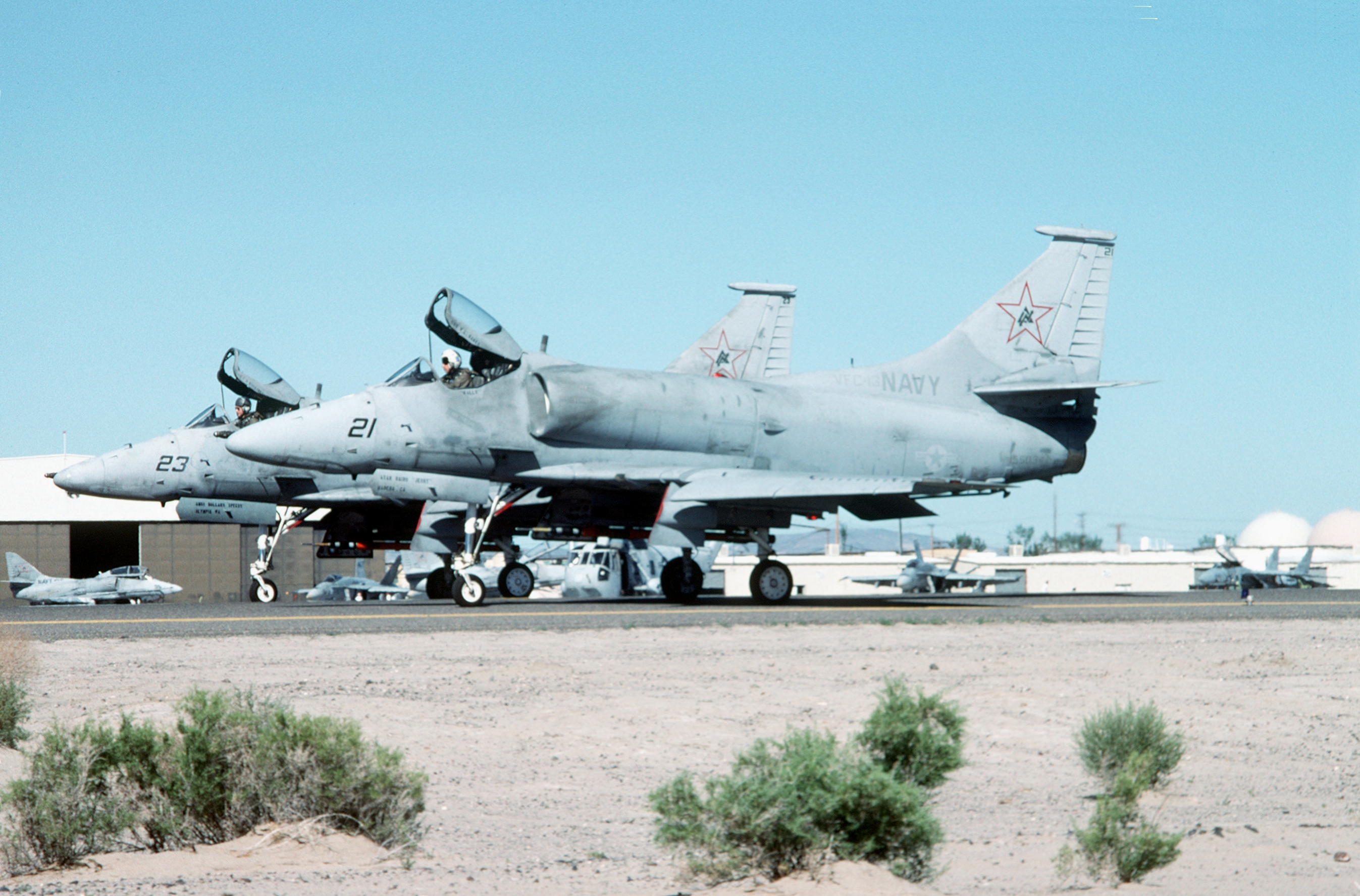
A-4F "adversarios" del VFC-13 en la Base Fallon, 1993.

El A-4 Skyhawk fue introducido en la configuración de entrenador con la versión biplaza TA-4J, que reemplazó al TF-9J Cougar como entrenador a reacción avanzado. El TA-4J sirvió en este rol pintado blanco y naranja durante décadas hasta ser reemplazado por el McDonnell Douglas T-45 Goshawk. TA-4J adicionales fueron asignados a los Entrenamientos Instrumentales RAG en todas las "bases maestras de jet" de la USN bajo las designaciones RCVW-12 y RCVW-4. Las RAG de Instrumentos inicialmente proveen un entrenamiento de transición en reactores para aviadores navales cuando la aviación naval todavía tenía un gran número de aviones a hélice, proporcionando además un entrenamiento en vuelo por instrumentos a los aviadores. El TA-4J estaba equipado con cubiertas abatibles así que el aviador en entrenamiento tenía que demostrar sus habilidades de vuelo sin referencias externas. Estas unidades eran el VF-126 en NAS Miramar, VA-127 (más tarde VFA-127) en NAS Lemoore, VF-43 en NAS Oceana y el VA-45 (más tarde VF-45) en NAS Cecil Field, que se trasladó más tarde a NAS Key West.
Monoplazas A-4 adicionales fueron asignados a escuadrones mixtos (VC) globalmente en los escuadrones desplegados para proporcionar entrenamiento. Estos incluían al VC-1 en NAS Barber's Point, VC-7 en NAS Miramar, VC-5 en NAS Cubi Point, Filipinas, VC-8 en la NS Roosevelt Roads, Puerto Rico, VC-10 en NAVBASE Guantánamo Bay, Cuba, y escuadrones de la Reserva Naval VC-12 (más tarde VFC-12) en NAS Oceana y el VC-13 (más tarde VFC-13) en NAS Miramar.
Con el nuevo énfasis dado al entrenamiento en Maniobras de Combate Aéreo (Air Combat Maneuvering o ACM en inglés) generado por el establecimiento de la Top Gun (Fighter Weapons School) en 1968, la disponibilidad de los A-4 Skyhawk en Escuadrones de Reemplazo de Flota (RAG) y Compuestos en las principales bases de cazas presentaban un rápido recurso de rápidos Skyhawk que TOPGUN usaría para suplantar a los MiG-17. En ese tiempo, el F-4 Phantom comenzaba a ser explotado en todo su potencial como caza y no había tenido unas buenas prestaciones frente a sus oponentes norvietnamitas mucho más pequeños, el MiG-17 y MiG-21. TOPGUN introdujo la noción de entrenamiento de combate asimétrico (DACT) usando aviones A-4E y A-4F modificados. Los aviones modificados, llamados "Mongoose", perdieron la joroba dorsal, el cañón de 20 mm con sus sistemas de munición, y los pilones externos, aunque a veces se mantuvo el central. 
El pequeño tamaño del Skyhawk y su maniobrabilidad a baja velocidad en manos de un aviador ducho lo hacían ideal para que los aviadores de la flota afinaran los puntos del DACT. Los escuadrones se enfrentaban incluso a aviones con esquemas de camuflaje parecidos a los enemigos reales, lo que marcaba su transición al entrenamiento con adversarios. Para mejor funcionamiento de rol de adversario, los monoplazas A-4E y F eran usados en el rol, pero el epítome de adversario Skyhawk era el "Super Fox", el cual estaba equipado con motores J52-P-408, similar a la configuración usada por los Blue Angels.
El exceso de antiguos Skyhawk resultó en versiones A-4M usadas por el Escuadrón de Caza 126 y la Top Gun (Fighter Weapons School) conjuntamente. Aún pensando que el A-4 fue aumentado con F-5E, F-21 (Kfir), F-16 y F/A-18 en el rol de adversario, el A-4 permaneció como un suplantador eficaz de amenazas hasta que el Escuadrón de Caza 43 (VF-43) lo retiró en 1993, y poco después el Escuadrón de Caza Compuesto 12 (VFC-12). Los últimos operadores de la flota del A-4 fueron el Escuadrón de Flota Compuesto 8 (VC-8), que retiró sus aviones en 2003.
El A-4M también fue operado por el Destacamento de Mantenimiento de Operaciones en el rol de adversario en la Estación Aeronaval Dallas para la Reserva Aérea Naval. Muchos de los aviadores han volado los 4 reactores destacados en NAS Dallas, incluyendo el Comandante. Los aviones fueron fundamentales en el entrenamiento y desarrollo de maniobras de combate aéreo (ACM) para los Escuadrones de Caza 201 y 202. La unidad también completó varias misiones involucrando el remolque de blancos aéreos en NAS Key West, Florida; NAS Kingsville, Texas, y despliegues a NAS Miramar, California y NAS Fallon, Nevada, para el apoyo como adversario. El destacamento estaba bajo el mando operacional del Ala de Apoyo Logístico de la Flota del Comandante (CFLSW) con base en NAS Dallas.
Podría ser discutible la capacidad en combate maniobrado del avión, ya que no fue diseñado como caza aire-aire. De todos modos, por ser similar a los MiG-17 y otros aparatos subsónicos de la época, se usó, junto a los F-5, para entrenar a los pilotos de los cazas pesados Grumman F-14 Tomcat y McDonnell Douglas F/A-18 Hornet en técnicas de combate cerrado, por su pequeño tamaño y buenas prestaciones de vuelo, a baja velocidad y altitud, que son difíciles de enfrentar para un avión de combate más grande y pesado.

### Israel

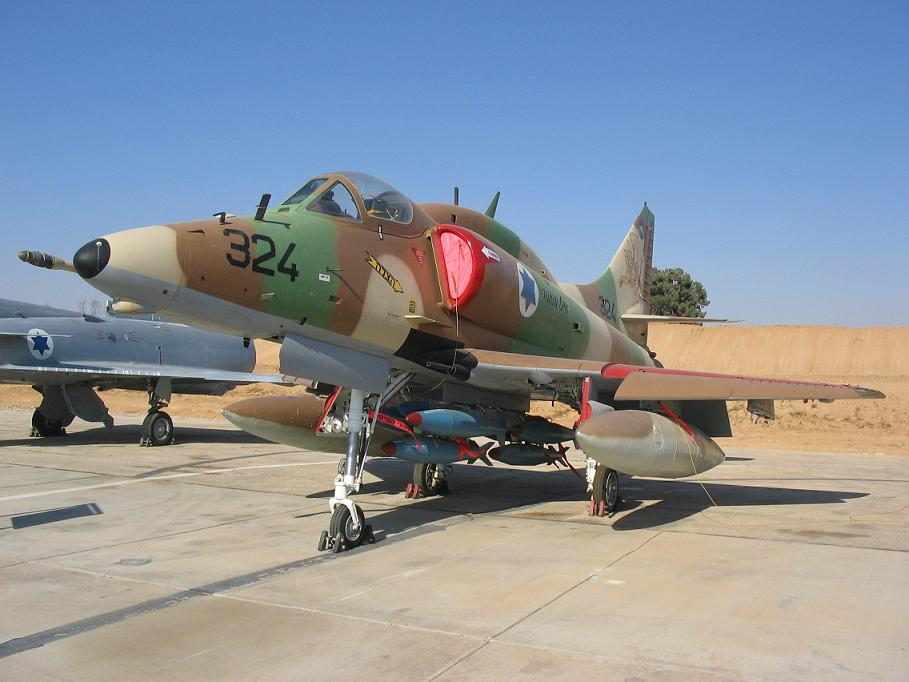
A-4N Israelí.

A finales de los años 60 y 70, los Skyhawk de la Fuerza Aérea Israelí fueron los aviones primarios de ataque a tierra en la Guerra de Desgaste y en la guerra de Yom Kipur. Costaba la cuarta parte de un Phantom II y llevaban más bombas a más distancia que los cazas que iban a reemplazar, los Dassault Mirage III. Durante la guerra de Yom Kipur, los A-4 israelíes realizaron un total de 4695 salidas en operaciones de combate, sufriendo la pérdida de 53 de estos aviones. Esto hizo que Estados Unidos iniciara la Operación Nickel Grass en la que suministró a Israel 46 A-4E como reemplazos durante la guerra. En 1983, un A-4 se vio implicado en una inusual colisión en pleno vuelo con un caza F-15 Eagle. El F-15 regresó a la base y aterrizó sin problemas a pesar de haber perdido su ala derecha completamente, mientras que el A-4 fue destruido en el impacto. En mayo de 1970, un Skyhawk israelí pilotado por el Coronel Ezra Dotan (Mr. Skyhawk) derribó dos MiG-17, uno con cohetes no guiados y el otro con el fuego de los cañones de 20 mm sobre el sur del Líbano, retirando el lema de que el Skyhawk no tenía capacidad de combatir "aire-aire", los Skyhawk sufrieron un gran impacto en pérdidas debido a los sofisticados misiles 2K12 Kub. Fueron reemplazados por los F-16, pero todavía son usados en el entrenamiento de pilotos. En octubre de 2008, se decidió que debido a tópicos de mantenimiento, la flota de A-4 sería dejada en tierra y reemplazada.

### Argentina

#### Fuerza Aérea Argentina
Argentina fue el primer usuario extranjero del Skyhawk y tuvo casi 130 A-4 entregados desde 1965. La Fuerza Aérea Argentina recibió 25 A-4B en 1966 y otros 25 en 1970, todos reacondicionados en los Estados Unidos por Lockheed Service Co. antes de su entrega como A-4P, aunque todavía se conocían localmente como A-4B. Tenían tres torres de armas y sirvieron en la 5.ª Brigada Aérea. En 1976, 25 A-4C fueron ordenados para reemplazar a los F-86 Sabre aún en servicio en la 4.ª Brigada Aérea. Fueron recibidos tal cual y restaurados al estado de vuelo por técnicos de la Fuerza Aérea en Río Cuarto, Córdoba. El modelo C tenía cinco pilones de armas y podía usar misiles aire-aire AIM-9B Sidewinder.
El 1 de agosto de 1966 se produjo el primer accidente, con la destrucción del C-203. La Fuerza Aérea recibió sus A-4P entre 1966 y 1967. Los nuevos aparatos sirvieron en el Grupo 4 de Caza-Bombardero, nombre inicial del Grupo 5 de Caza.
Los A-4 de la FAA sufrieron numerosos accidentes. El 11 de noviembre de 1967 se destruyó del C-205; el piloto resultó ileso. El 31 de mayo de 1968 cayó el C-216; el piloto resultó ileso. El 27 de julio de 1970 se perdió el C-202; el piloto resultó ileso. El 13 de noviembre de 1971 se destruyó el C-211, muriendo un capitán. el 25 de octubre de 1974 se perdió el C-210, falleciendo un capitán. El 27 de julio de 1977 se estrelló el C-201; el piloto resultó ileso. El 18 de julio de 1978 se estrelló el C-229 en las inmediaciones de la V Brigada, falleció el piloto. El 1 de julio de 1980 cayó el C-213; el piloto resultó ileso.
En la guerra de las Malvinas, los A-4P y A-4C de la FAA realizaron 282 misiones de ataque contra buques y objetivos terrestres.
El 23 de junio de 1994, el C-209 se destruyó en un accidente; el piloto resultó ileso. El 31 de marzo de 1999 se estrelló el C-214; el piloto resultó ileso.

##### A-4AR Fightinghawk

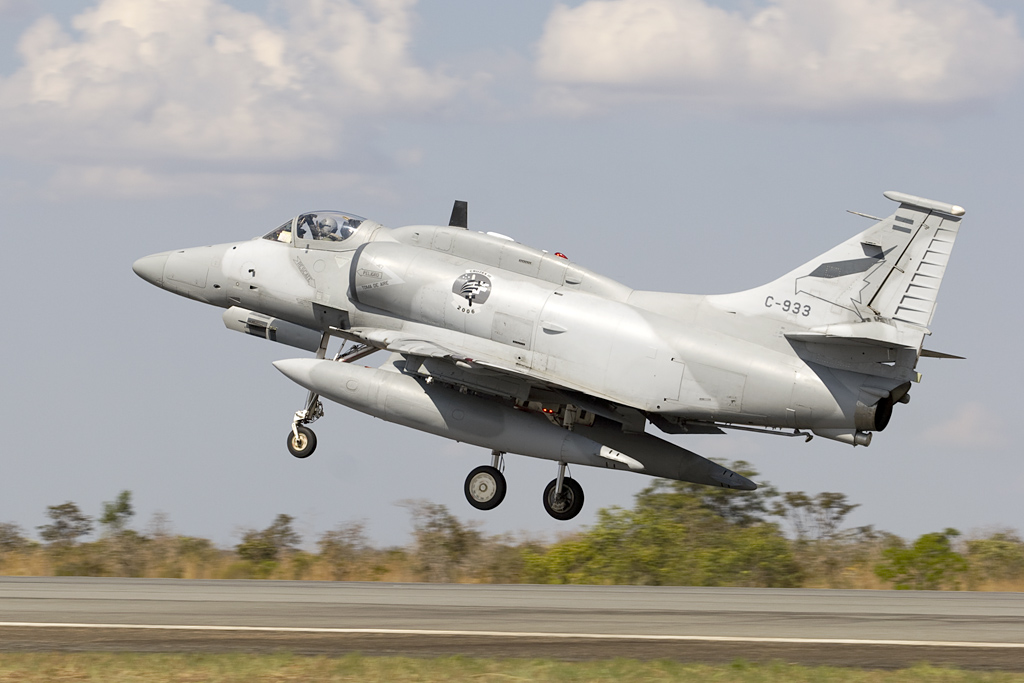
Fightinghawk despegando.

Después de la guerra de las Malvinas la Fuerza Aérea Argentina necesitaba un nuevo avión de caza moderno que reemplazara los perdidos en el conflicto así como los sobrevivientes que les quedaba poca vida útil. Luego de evaluar distintos aviones Argentina decidió comprar treinta y dos A-4M y cuatro OA-4M que estaban siendo pasados a la reserva por los Marines de los Estados Unidos y que se encontraban en el Centro de Mantenimiento y Regeneración Aeroespacial (AMARC), Base de la Fuerza Aérea Davis-Monthan (Arizona).
El 15 de diciembre de 1994 se firma el contrato por el cual la Fábrica Militar de Aviones (FMA) fue privatizada y para 1997 pasa a ser Lockheed Martin Aircraft Argentina S.A. Esto fue decisivo para la designación del ganador del contrato por la modernización de los A-4, que deterioró las ofertas de Smith Industries y Douglas Aircraft. El contrato de compra y modernización tenía un costo total de 365 millones de dólares y las entregas de las aeronaves se iba a realizar entre julio de 1995 y julio de 1998. Sin embargo, debido a dificultades económicas propias y a otras ocasionadas por la crisis económica de México de 1994 motivaron al Estado argentino a hacer recortes presupuestarios que incidieron negativamente en el programa. En 1997 demoras motivaron al Estado argentino hizo en agosto una renegociación del contrato, reduciendo a 284 millones de dólares el costo total y las entregas se acordaron para fines de 1999. En este recorte la FAA se vio obligada a renunciar a la adquisición de equipos de logística, entrenamiento, publicaciones, seis aeronaves adicionales, actualización de un solo simulador de vuelo, etcétera.
El proyecto Fightinghawk que estuvo a cargo del comodoro Horacio Mir González contemplaba que de los treinta y seis aviones dieciocho fueran modernizados en Lockheed Aircraft Services Company y los restantes en Lockheed Aircraft Argentina S.A. Comenzando los trabajos, el 1 de agosto de 1995 el primer avión voló desde la Base Davis-Monthan a Lockheed en Ontario, tres días después un segundo avión hizo lo propio, mientras que el resto fue trasladado por tierra. Por otro lado, en septiembre del mismo año comenzaron a desplazarse los primeros A-4M a LAASA en Córdoba.
A mediados de 1997 los pilotos y técnicos de la Fuerza Aérea Argentina fueron a California a efectuar el entrenamiento que los prepararía para operar al A-4AR.
El 17 de julio de 1997 el primer vuelo en A-4AR fue realizado por el jefe de los pilotos de pruebas de Lockheed Kirk Kalstad.
El 12 de diciembre de 1997 en Skunk Works (Palmdale) autoridades argentinas y estadounidenses llevaron a cabo en un acto formal la presentación de los primeros aviones (cuatro monoplaza y un biplaza). De ahí partieron tripulados por pilotos estadounidenses a la Base Davis-Monthan donde fueron entregados a los aviadores argentinos quienes emprendieron el Ferry I (en español: Transporte I) a Argentina. En su travesía fueron acompañados por un Lockheed C-130 Hercules y un Fokker F28 Fellowship del Grupo 1 de Transporte Aéreo. Llegaron a la I Brigada Aérea El Palomar el 18 de diciembre. El 23 se presentaron las aeronaves a los entonces presidente de la Nación Argentina Carlos Menem, ministro de Defensa Jorge Domínguez y jefe de la FAA brigadier general Rubén Montenegro. El 26 de marzo de 1998 el segundo lote de dos A-4AR y un OA-4AR hace lo propio; tuvieron un percance que los mantuvo estacionados en Panamá mientras reparaban uno de los aviones; el 4 de junio aterrizaron en la V Brigada Aérea.
En otro orden de cosas la planta argentina Lockheed Martin Argentina Aircraft el 3 de agosto entregó a la FAA el primer avión, a este le siguieron veinticinco ejemplares de los cuales el último fue entregado el 7 de enero de 2000. En un período comprendido entre octubre de 1998 y principios de 2000 dos ejemplares fueron utilizados en los Estados Unidos para homologar los sistemas y el armamento. Estos volvieron en 2000 que se sumaron a los ocho trasladados desde Norteamérica y los veinte y cinco acondicionados en Córdoba, completando los treinta y seis A-4AR Fightinghawk comprados.
El armamento consiste en dos cañones revólver Colt Mk 12 de 20 mm instalados en la nariz y cargados con 200 municiones; dos misiles aire-aire de corto alcance y guía infrarroja AIM-9 Sidewinder.
El radomo fue reemplaza por uno hecho de materiales compuestos para albergar la antena disminuida del radar multimodo ARG-1 v2 (APG-66). Los ejemplares provenientes de los Estados Unidos llevaban la aviónica del bloque A, en Argentina fueron llevados al bloque C3B, optimizando sus capacidades de combate, interacción de los sistemas y posibilitando la operación completa del radar al máximo de su capacidad. Todo ello fue insertado en el resto de la flota.
El A-4AR es mantenido por el Área Material Río Cuarto.
A fines de 2017 los A-4AR cumplieron 25 000 horas de vuelo.
Accidentes
- El 6 de julio de 2005 se estrelló el A-4AR matrícula C-906 cerca de Justo Daract, provincia de San Luis, destruyéndose totalmente; el piloto, primer teniente Flores, murió.[30] Aparentemente ocurrió cuando efectuaba ejercicios de combate a baja altura y entró en pérdida de sustentación.[25]
- El 24 de agosto de 2005 se accidentó el Fightinghawk C-936 a 18 km al sur de Río Cuarto, el piloto logró eyectarse y resultó ileso.[25]
- El 28 de septiembre de 2009 al Fightinghawk C-923 se le desenganchó un tanque de combustible externo, tuvo daños menores y aterrizó en el Área Material Río Cuarto.[25]
- El 14 de febrero de 2013 se destruyó el OA-4AR matrícula C-902 al caer a cincuenta metros de la pista del aeropuerto Vicecomodoro Ángel de la Paz Aragonés de Santiago del Estero. Los pilotos, mayor David Machado y teniente Esteban Bossi, se eyectaron y tuvieron heridas leves.[31][32]
- El 29 de septiembre de 2015, un A-4AR protagonizó un accidente fatal en la V Brigada Aérea, pues colisionó contra un hangar donde murió el suboficial principal Luis David Peñaloza y resultaron heridos otros cinco militares más.[33]
- El 5 de agosto de 2020 a las 10:05 a. m., se accidentó el A-4AR matrícula C-925 del Grupo 5 de Caza. Se accidentó en la localidad de Villa Valeria (Provincia de Córdoba), cumpliendo un plan de adiestramiento. El piloto, capitán Gonzalo Fabián Britos Venturini, logró eyectarse, pero lamentablemente falleció camino del hospital.[34]

#### Armada Argentina
La Armada de la República Argentina había iniciado gestiones en el año 1964. En 1970 compró un lote de 16 A-4B excedentes de la Armada de los Estados Unidos. La empresa Tulsa Rework adecuó a los aviones a los requerimientos de la Armada Argentina. Las modificaciones motivaron aplicar la designación A-4Q. La Armada asignó a los A-4Q a la 3.ª Escuadrilla Aeronaval de Caza y Ataque. El 16 de agosto de 1972 se realizó el primer lanzamiento de un Skyhawk desde el portaviones ARA Veinticinco de Mayo.
En la crisis entre Argentina y Chile de 1978, la 3.ª Escuadrilla se desplegó en la Base Aeronaval Almirante Zar y después operó desde el ARA Veinticinco de Mayo. Los A-4Q interceptaron aviones chilenos de reconocimiento en dos ocasiones.
La 3.ª Escuadrilla dispuso a tres A-4Q en el Veinticinco de Mayo durante la Operación Rosario; nunca fueron requeridos.
Durante la guerra de las Malvinas operaron de la base naval de Río Grande, Tierra del Fuego, hundiendo la fragata Tipo 21 HMS Ardent.

### Kuwait

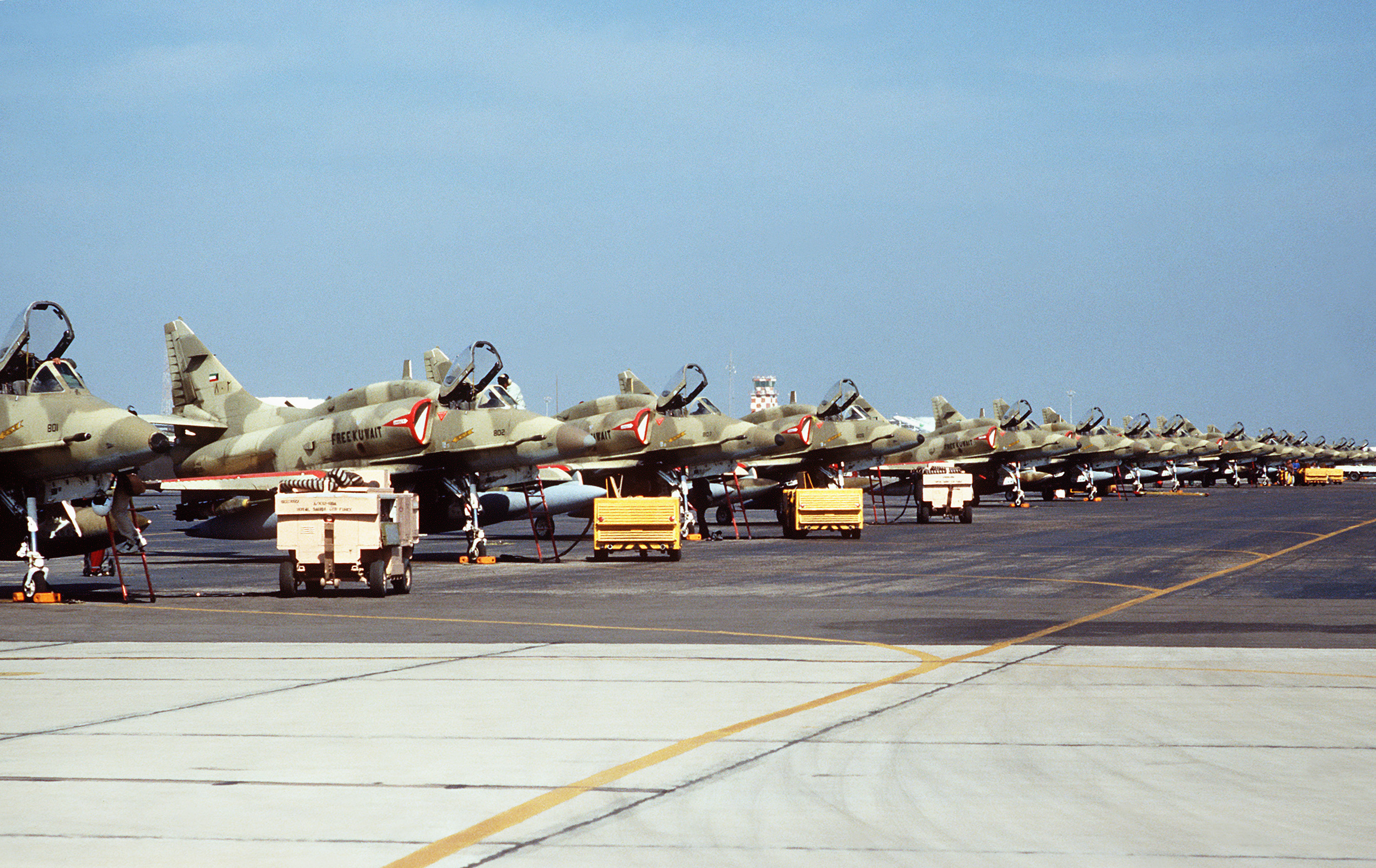
A-4KU Kuwaitíes en una línea de vuelo en 1991.

Los Skyhawks de la Fuerza Aérea de Kuwait lucharon en 1991 durante la Operación Tormenta del Desierto. Cuando Irak invadió Kuwait, los Skyhawks disponibles volaron misiones de ataque contra las fuerzas iraquíes que avanzaban desde carreteras desiertas después de que sus bases fueron invadidas. Veinticuatro de los 29 A-4KU que permanecieron en servicio con Kuwait (36 habían sido entregados en la década de 1970) escaparon a Arabia Saudita. Los Skyhawks escapados (junto con los Dassault Mirage F1 escapados) operaron como la Fuerza Aérea Libre de Kuwait, volando 1361 salidas durante la liberación de Kuwait.
Veintitrés A-4 sobrevivieron al conflicto y a la invasión iraquí, con sólo un A-4KU (KAF-828, BuNo. 160207) derribado por SAM guiado por radar iraquí el 17 de enero de 1991. El piloto, Mohammed Mubarak, fue expulsado y hecho prisionero. Los Skyhawks kuwaitíes restantes fueron vendidos más tarde a Brasil, donde sirvieron a bordo del portaaviones NAe São Paulo antes de su desmantelamiento en febrero de 2017.

### Brasil

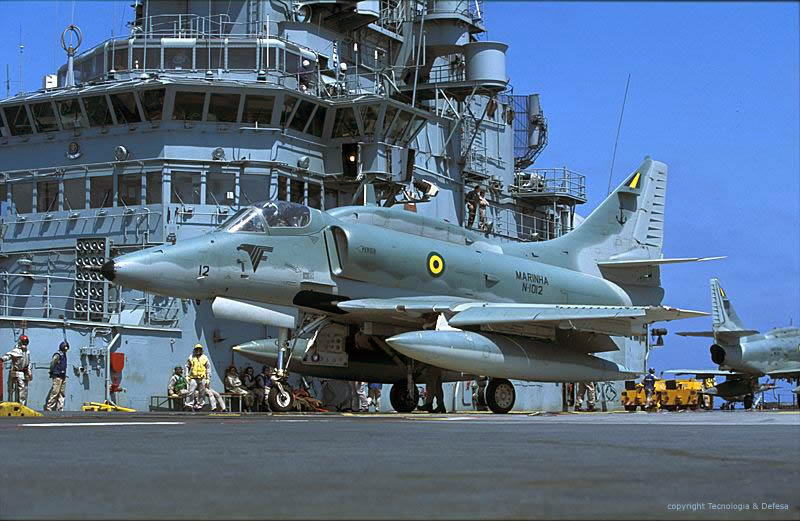
AF-1 de la Marina de Brasil a bordo del portaviones São Paulo.

A partir de 2014, Brasil es el último cliente de Skyhawk. En 1997, Brasil negoció un contrato de 70 millones de dólares para la compra de 20 A-4KU y tres TA-4KU Skyhawks de Kuwait. Los Skyhawks de Kuwait, A-4M y TA-4J modificados entregados en 1977, estuvieron entre los últimos modelos construidos por Douglas. Los aviones fueron seleccionados por Brasil debido a su bajo tiempo de vuelo, excelente condición física y un precio favorable. La Marina de Brasil redesignó AF-1 y AF-1A Falcões (Halcones), los Skyhawks kuwaitíes llegaron a Arraial do Cabo el 5 de septiembre de 1998.
El 18 de enero de 2001, un AF-1 atrapado a bordo del portaaviones brasileño NAel Minas Gerais fue catapultado con éxito, haciendo que la fuerza de portaaviones de ala fija de Brasil volviera a funcionar después de casi dos décadas. Para reemplazar el envejecido Minas Gerais, Brasil compró el portaaviones francés Foch-R99 excedente el 15 de noviembre de 2001. Renombrado portaaviones brasileño São Paulo (A12), el "nuevo" portaaviones recibió un amplio reacondicionamiento antes de entrar en funcionamiento en 2003. Minas Gerais fue dado de baja y retirado ese año. 
El 14 de abril de 2009, Embraer firmó un contrato para modernizar 12 aviones de la Marina de Brasil, nueve AF-1 (monoplaza) y tres AF-1A (biplaza). Esta actualización restaurará la capacidad operativa del 1.er Escuadrón de Aviones de Intercepción y Ataque de la Armada. El programa incluye la restauración de la aeronave y sus sistemas actuales, así como la implementación de nuevos sistemas de aviónica, radar, producción de energía y generación autónoma de oxígeno. El primero de los 12 Skyhawks modificados fue entregado el 27 de mayo de 2015. Embraer declaró que las modificaciones permitirán que la aeronave permanezca operativa hasta 2025.
En 2017, la Marina de Brasil indicó que estaba reconsiderando el número total de aviones que se modernizarían al estándar AF-1B/C debido a restricciones presupuestarias y el desmantelamiento del São Paulo. Dos AF-1B fueron entregados en 2015 y otros dos de tipo no revelado se entregarán en 2017. Se cree que a pesar de la pérdida de su único portaaviones, la Marina quiere conservar la experiencia de las operaciones basadas en portaaviones y, por lo tanto, no rescindirá el contrato por completo. A partir de 2022, hay 3 A-4 en servicio, con 3 utilizados para entrenamiento y otros aviones en exhibición.

## Variantes

### Variantes originales de producción
XA4D-1
Prototipo, uno construido.
YA4D-1
Prototipos de vuelos de pruebas y aviones de preproducción, redesignados YA-4A en 1962, luego A-4A, 19 construidos.
A4D-1 (A-4A)
Versión de producción inicial; 166 construidos.
A4D-2 (A-4B)
Versión reforzada, con capacidad de reabastecimiento en vuelo, navegación y sistemas de control de vuelo mejorados y provisión de misiles AGM-12 Bullpup; 542 construidos.
A4D-2N (A-4C)
Versión todo tiempo del A4D-2, con radar AN/APG-53A, piloto automático, sistema de bombardeo a baja altitud LABS. Motor Wright J65-W-20 de 36,5 kN de empuje de despegue. 638 construidos.
A4D-3
Versión propuesta con aviónica avanzada, que no llegó a ser producida.
A4D-4
Versión de largo alcance con nuevas alas; cancelado.
A4D-5 (A-4E)
Mejora mayor, incluyendo un nuevo motor Pratt & Whitney J52-P-6A con 37 kN de empuje, célula reforzada con dos pilones de armas más (para un total de cinco), aviónica mejorada, con TACAN, radar de impulsos Doppler, radar de navegación, radioaltímetro, computador de bombardeo, y sistema AJB-3A de bombardeo a baja altitud. Muchos fueron mejorados con el motor J52-P-8 con 41 kN de empuje; 499 construidos.
A4D-6
Versión para la competición VAL (ataque ligero), que perdió contra el Vought A-7 Corsair II.
A-4F
Refinamiento del A-4E con aviónica extra alojada en una joroba sobre el fuselaje (esta característica fue llevada a los A-4E y a algunos A-4C) y un motor más potente, el J52-P-8A con 41 kN de empuje, más tarde mejorado en servicio con el J52-P-408 con 50 kN, 147 construidos. Algunos sirvieron con el equipo acrobático Blue Angels entre 1973 y 1986.
TA-4F
Entrenador de conversión del A-4F con asiento extra para instructor; 241 construidos.
TA-4J
Versión de entrenamiento del A-4F, sin sistemas de armas y con motor de baja potencia, 277 construidos nuevos, y la mayor parte de los TA-4F fueron reconvertidos más tarde a esta configuración.
TA-4K
Versión de entrenamiento del anterior. 4 ejemplares fabricados; posteriormente Nueva Zelanda ensambló un quinto a partir de piezas de repuesto.
A-4G
Ocho aviones construidos nuevos para la Marina Real Australiana con variaciones menores del A-4F; en particular, no estaban equipados con la "joroba" de la aviónica y podían llevar 4 misiles AIM-9B para aumentar la defensa aérea de la flota. posteriormente, ocho A-4F adicionales fueron modificados a este estándar por la RAN.
TA-4G
Versión de entrenamiento del A-4G, dos fabricados y otros dos modificados desde la versión TA-4F.
A-4H
90 aviones para la Fuerza Aérea Israelí basados en el A-4F. Equipados con cañones DEFA de 30 mm en lugar de los estadounidenses de 20 mm. Posteriormente, algunos A-4E fueron modificados localmente a esta versión. Después fueron modificados con toberas más grandes como protección contra misiles de seguimiento de calor.
TA-4H
Versión de entrenamiento del A-4H; 25 fabricados.
A-4K
10 aviones para la Real Fuerza Aérea de Nueva Zelanda actualizados bajo el Proyecto Kahu con nuevos radar y aviónica, capacidad para portar los misiles AGM-65 Maverick y AIM-9 Sidewinder, y bombas guiadas por láser GBU-16 Paveway II. Nueva Zelanda actualizó un A-4C y 10 A-4G a esta versión.
A-4M Skyhawk II
Versión dedicada exclusivamente al Cuerpo de Marines de los Estados Unidos con aviónica mejorada y motor J52-P-408A con 50 kN de empuje, cabina agrandada e identificador amigo-enemigo. Más tarde sería equipado con un sistema de bombardeo en ángulo Hughes AN/ASN-19 ARBS con designador de TV y láser, 158 construidos.
A-4N
117 A-4M modificados para la Fuerza Aérea Israelí.

### Variantes mejoradas, modificadas y de exportación
TA-4E
Dos A-4E modificados como prototipos de la versión de entrenamiento.
EA-4F
Cuatro TA-4F convertidos para entrenamiento de contramedidas electrónicas.
A-4L
100 A-4C refabricados para los escuadrones de la Reserva Naval de los Estados Unidos y de la Reserva del Cuerpo de Marines. Equipados con la aviónica del A-4F (incluyendo la "joroba" de la aviónica), pero reteniendo el motor J-65 y tres pilones de armas.
OA-4M
TA-4F modificado para tareas de Control Aéreo Avanzado para el USMC; 23 unidades.
A-4P
A-4B reacondicionados y vendidos a la Fuerza Aérea Argentina, donde se los denominó A-4B.
A-4Q
A-4B reacondicionados y vendidos a la Armada Argentina.
A-4Y
Designación provisional para los A-4M equipados con el AN/ASB-19 ARBS. Nunca adoptada por la Armada estadounidense o los Marines.
A-4AR Fightinghawk
32 A-4M repotenciados para la Fuerza Aérea Argentina y actualizados con aviónica del F-16A/B
OA-4AR
Versión entrenador biplaza del A-4AR, 4 refabricados.
CA-4F
Variante biplaza propuesta para la Real Armada Canadiense basada en el A-4E, con depósitos de combustible dorsales conformados en lugar de la joroba de aviónica, iba a reemplazar a los F2H-3 Banshee en HMCS Bonaventure. Canadá mostró poco interés y nunca fue puesta en producción.
A-4KU (AF-1)
30 A-4M modificados para la Fuerza Aérea Kuwaití. Brasil compró 20 de estos de segunda mano, redesignándolos como AF-1. Ahora usados en la Marina de Brasil en portaviones.
TA-4KU (AF-1A)
Tres versiones entrenadores del A-4KU. Brasil compró algunos, redesignándolos como AF-1A.
A-4PTM (Peculiar to Malaysia)
40 A-4C y A-4L remozados para la Real Fuerza Aérea Malasia, incorporando características del A-4M.
TA-4PTM
Pequeñas cantidades de entrenador del A-4PTM.
A-4S
50 A-4B reacondicionados para la Fuerza Aérea de la República de Singapur.
TA-4S
Versión de entrenamiento del A-4S. Diferente de la mayor parte de los entrenadores TA-4 con una carlinga común para el alumno y el piloto instructor, esencialmente reconstruidos con un fuselaje adicional de 711,2 mm; siete construidos.
A-4S-1
50 A-4C refabricados para la Fuerza Aérea de la República de Singapur.
TA-4S-1
Denominación para el segundo lote de TA-4S; ocho ejemplares.
A-4SU Super Skyhawk
Versión muy modificada y mejorada del A-4S, exclusivamente para la Fuerza Aérea de la República de Singapur (RSAF), equipada con un motor turbofan sin postquemador General Electric F404 y electrónica modernizada.
TA-4SU
Versión de los TA-4S y TA-4S-1 con mejoras del A-4SU.

## Operadores

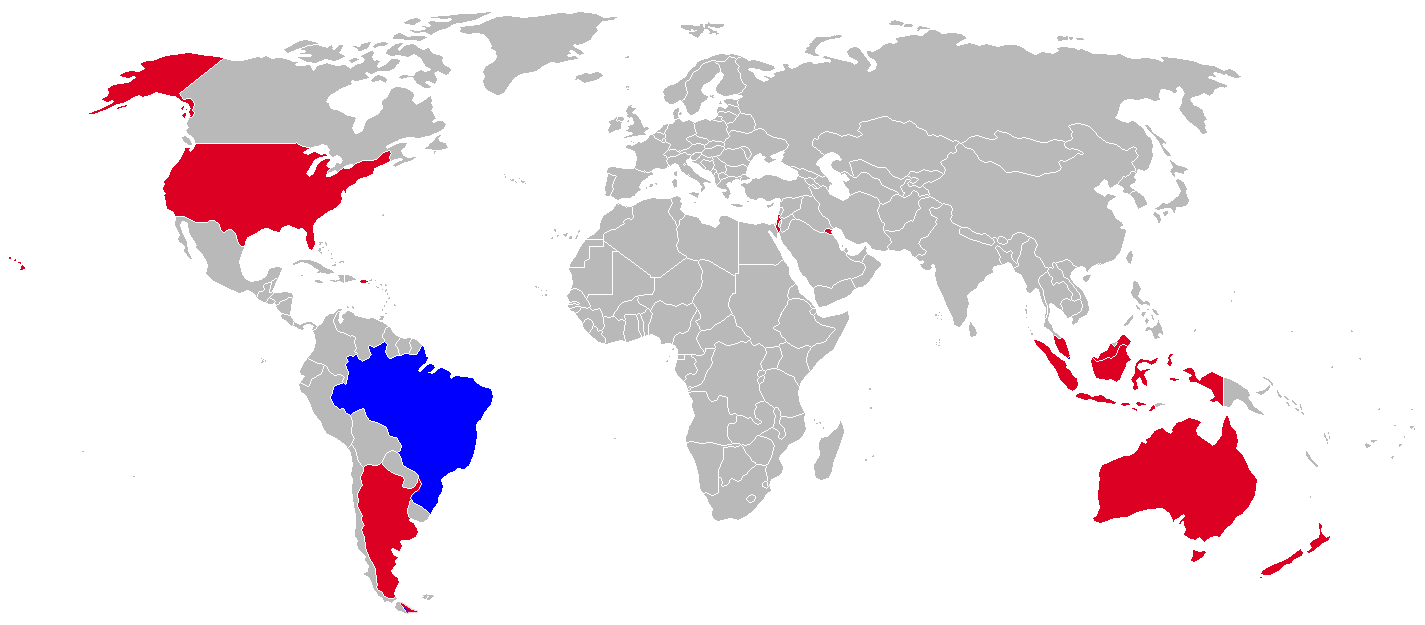
Operadores actuales.
Antiguos operadores.

El A-4 ha servido en las fuerzas armadas de otros nueve países: Argentina, Australia, Brasil, Indonesia, Israel, Kuwait, Malasia, Nueva Zelanda y Singapur.
| País          | Cantidad                                  | En servicio                                             |
| ------------- | ----------------------------------------- | ------------------------------------------------------- |
| Argentina     | 50 A-4P 25 A-4C 16 A-4Q 32 A-4AR 4 OA-4AR | No (Actualmente se planea poner en servicio 5 unidades) |
| Australia     | 20 A-4G                                   | No                                                      |
| Brasil        | 20 AF-1 3 AF-1A                           | Sí                                                      |
| Indonesia     |                                           | No                                                      |
| Israel        | 46 A-4E 90 A-4H 117 A-4N 25 TA-4H         | No                                                      |
| Kuwait        | A-4KU                                     | No                                                      |
| Malasia       |                                           | No                                                      |
| Nueva Zelanda |                                           | No                                                      |
| Singapur      |                                           | No                                                      |

## Especificaciones (A-4F Skyhawk)
Referencia datos: globalsecurity.org, a4skyhawk.info y Director Internacional de Aeronaves Militares

### Características generales
- Tripulación: Uno (piloto) (dos en versiones de entrenamiento)
- Longitud: 12,2 m (40 ft)
- Envergadura: 8,4 m (27,6 ft)
- Altura: 4,6 m (15,1 ft)
- Superficie alar: 24,2 m² (260,5 ft²)
- Perfil alar: NACA 0008-1.1-25 en raíz, NACA 0005-0.825-50 en punta
- Peso vacío: 4750 kg (10 469 lb)
- Peso cargado: 8318 kg (18 332,9 lb)
- Peso útil: 6386 kg (14 074,7 lb)
- Peso máximo al despegue: 11 136 kg (24 543,7 lb)
- Planta motriz: 1× turborreactor Pratt & Whitney J52-P8A.
  - Empuje normal: 41,4 kN (4222 kgf; 9307 lbf) de empuje.
- Límite de fuerzas soportadas: +8/-3 G

### Rendimiento
- Velocidad nunca excedida (Vne): 1077 km/h (669 MPH; 582 kt)
- Alcance: 3220 km (1739 nmi; 2001 mi)
- Radio de acción: 1158 m (3799 ft)
- Techo de vuelo: 12 878 m (42 251 ft)
- Régimen de ascenso: 43 m/s (8464 ft/min)
- Carga alar: 344,4 kg/m² (70,5 lb/ft²) Perfiles a color del A-4 Skyhawk A/B/C.

- Empuje/peso: 0.51

### Armamento
- Cañones: 2× Colt Mk 12 de 20 mm, con 100 proyectiles cada uno
- Puntos de anclaje: 5 (4 subalares y 1 central bajo el fuselaje) con una capacidad de 4490 kg, para cargar una combinación de:  
  - Bombas: 

    - 6× bombas de racimo Rockeye Mark 7/APAM-59 o Rockeye-II Mark 20
    - Bombas de propósito general de la serie Mark 80 (Mark 81, Mark 82, Mark 83, Mark 84; incluyendo bombas de prácticas de 3 y 14 kg
    - 2× bombas planeadoras AGM-62 Walleye guiada por televisión
    - Bombas nucleares B57 y B61

  - Cohetes: 

    - Contenedores LAU-5003 con 19× cohetes CRV7 de 70 mm
    - 4× contenedores LAU-10 con 4× cohetes Zuni Mk 32 de 127 mm cada uno
    - Contenedores Matra con 18× cohetes SNEB de 68 mm

  - Misiles: 

    - 4x misiles aire-aire AIM-9 Sidewinder
    - 2× misiles aire-superficie AGM-12 Bullpup o AGM-65 Maverick
    - 2× misiles antirradiación AGM-45 Shrike

  - Otros: Hasta 3× depósitos de combustible externos Sargent Fletcher de 1400 litros en pilones 2, 3 y 4

### Aviónica
- UHF ARC-159
- VHF ARC-114
- Radioaltímetro APN-194
- TACAN ARN-118
- Sistema de aterrizaje instrumental ARA-63 o ARN-14
- Chaff ALE-39
- Identificador amigo-enemigo APX-72
- Radar APG-53-A
- Comunicación segura KY28/58
- Contramedidas electrónicas ALQ-162 o ALQ-126
- Visualización head-up AVQ-24
- Computadora de navegación ASN-41
- Radioaltímetro Bendix APN-141[52]
- Radar Stewart-Warner AN/APQ-145[53]

## Aeronaves relacionadas

### Aeronaves similares
- Nanchang Q-5
- Grumman A-6 Intruder
- Fairchild-Republic A-10 Thunderbolt II
- LTV A-7 Corsair II
- Republic F-105 Thunderchief
- McDonnell Douglas AV-8 Harrier II
- Vought F7U Cutlass
- SEPECAT Jaguar
- Dassault Étendard IV
- AMX International AMX
- de Havilland DH.100 Vampire
- Soko J-22 Orao

### Secuencias de designación
- Secuencia A_D (Aviones de Ataque de la Armada estadounidense, 1946-1962 (Douglas, 1922-1962)): AD - A2D - A3D - A4D
- Secuencia A-_ (Aviones de Ataque estadounidenses, 1962-presente): A-1 - A-2 - A-3 - A-4 - A-5 - A-6 - A-7/F →